# خسروآباد (جهرم)
خسروآباد نام روستایی از توابع بخش مرکزی شهرستان جهرم در استان فارس است.